# Koigi järv
Koigi järv är en sjö i Estland.   Den ligger i landskapet Saaremaa (Ösel), i den västra delen av landet, 150 km sydväst om huvudstaden Tallinn. Koigi järv ligger 15 meter över havet. Den ligger på ön Ösel. Omgivningarna runt Koigi järv är en mosaik av jordbruksmark och naturlig växtlighet.